# The Simpsons: Access All Areas
The Simpsons: Access All Areas är en brittisk dokumentärfilm om Simpsons som sändes i Storbritannien på Sky 1 den 11 januari 2010. Programmet sändes med svensk undertext den 26 december 2010 på TV6.
Berättarrösten är Ricky Gervais och i dokumentären diskuterar man om hur serien började i en liten skala och blev en succé. Man visar även klipp från bakom kulisserna och historien om inspelningen och animationen berättas. I dokumentären visas även flera klipp från TV-serien.

## Handling
Ricky Gervais välkomnar tittarna och berättar kort om TV-serien Simpson. Dokumentären inleds med en intervju av Matt Groening, James L. Brooks och David Silverman som berättar om hur serien började innan Mike Scully och George Takei intervjuas. Elliout Gould, David Mirkin och Joe Mantegna berättar vad de anser om Simpsons innan man får en inblick i rollfigurerna.
Dan Castellaneta, Groening och Christina Ricci berättar vad de anser om Homer Simpson innan Mike B. Anderson, Groening, Silverman och Al Jean berättar sin historia om Marge Simpson. Tony Hawk, Hugh Hefner och Groening fortsätter sen att berätta historien om Bart Simpson och Nancy Cartwright berättar hur hon fick rösten som Bart Simpson. Jean och Groening fortsätter dokumentären genom att berätta vem Lisa Simpson är innan Groening gör ett omnämnande av Maggie Simpson. Andra rollfigurer i Simpsons presenteras av Simon Cowell, Takei, Hawk, Mirkin, Ricci, Groening, Hank Azaria, Scully samt Mantegna som tar upp Fat Tony.
Dokumentären fortsätter genom att Cowell, Ricci, Scully och Mirkin berättar vad de anser om författarna till Simpsons. James L. Brooks, Mirkin och Jean berättar därefter hur det går till att göra ett manus till serien. Dokumentären fortsätter med en inblick i röstinspelningen med Nancy Cartwright, Azaria, Pamela Hayden och Yeardley Smith där Cartwright och Takei berättar hur röstinspelningen går till.
Kompositören Alf Clausen intervjuas, varvat med bilder från inspelningsstudion för musiken till Simpsons. Man får se animationsstudion där man guidas av Mike B. Anderson. Där träffar man Brad Ableson och Joe Wack som berättar vad de gör som storyboardartist och karaktärdesigner.
Mike Scully berättar om en skiss som togs bort för den innehöll sexuellt innehåll från avsnittet Two Dozen and One Greyhounds. Paul Wee berättar vad man gör som karaktärlayoutartist. Roger Injarusorn som är animationsklippare berättar att hans uppgift är synka skisserna med ljudet. Mike B. Anderson leder filmtemat till färgläggningsavdelningen där man träffar Karen Bauer som berättar om hur färglägger serien, både förut och idag. David Silverman intervjuas och berättar varför familjen Simpson är gula och varför barnen saknar hårfärg. Jean och Bauer berättar vad de anser om färgen på rollfigurerna.
Dokumentären avslutas med att Groening, Ricci och Hawk berättar varför de älskar familjen innan Mirkin, Mantegna, Cowell, Anderson, Jean och Groening berättar varför serien fortfarande sänds efter 20 år.